# Enumeratio Diagnostica Cactearum
Enumeratio Diagnostica Cactearum (abreujat Enum. Diagn. Cact.) és un llibre amb il·lustracions i descripcions botàniques que va ser escrit pel metge, botànic, briòleg i malacòleg alemany Ludwig Georg Karl Pfeiffer. Va ser publicat a l'any 1837 amb el nom de Enumeratio Diagnostica Cactearum hucusque Cognitarum. Berolini.